# Liste der Träger des Order of the Republic of The Gambia (Officer)

Bandschnalle „Order of the Republic of The Gambia“

In der Liste der Träger des Order of the Republic of The Gambia, Officer sind Personen oder Organisationen gelistet, die den Orden Order of the Republic of The Gambia der Stufe Officer (ORG) erhalten haben.
Die Liste ist noch unvollständig und soll stetig erweitert werden.

## Träger
Jahr der Verleihung nicht bekannt
- Susan Waffa-Ogoo, Ministerin für Fischereiwesen, Wasserversorgung und Umwelt (Secretary of State for Fisheries, Natural Resources & The Environment)[1]
- Jackson McDonald, US-Botschafter in Gambia von 2001 bis 2004[2]
- Lenrie Peters[3]

1972
- Alh. Momodou Lamin Bah, Imam Ratib of Bathurst[4]
- Peter John N’Dow, Chief Medical Officer

1976
- Lucretia St. Clair Joof, Politikerin[5]

1989
- Alhaji Abdoulie Jobe, Imam Ratib of Banjul[6]

2000
- Burris Devanney, Gründer und Geschäftsführer der Nova Scotia-Gambia Association’s[7]

2001
- Alh. OB Conateh[8]
- Satang Jow, Secretary of State for Education[9]

2004
- Ann Therese Ndong-Jatta, Secretary of State for Education
- Major Kalifa Bajinka, kommandierender Offizier der State Guard
- Major Peter Singhatey, Einsatzleiter der Gambia Armed Forces
- Omar Ndow, geschäftsführender Direktor von Gamtel
- André Lewin, französischer Botschafter in Gambia (ORG Honorary)
- Wilfrid-Guy Licari, kanadischer Hochkommissar in Gambia (ORG Honorary)
- Karl Schnieder, gambischer Honorarkonsul in der Schweiz (ORG Honorary)

2005
- Alhaji Bassirou Jawara, Geschäftsmann
- Reverend Father Joseph Gough (ORG Honorary), Priester der römisch-katholischen Mission[12]
- Professor Donald Ekong, ehemaliger Vizekanzler der Universität von Gambia (Posthumous)
- Dr. Abdou Jah, ehemaliger Direktor des Health Services – (Posthumous)
- Ebrima Touray, pensionierter Staatsbeamter und Berater für Zölle und sonstige Abgaben
- Saffiatou Singhateh, pensionierte Staatsbeamtin und Frauenrechtlerin
- Chen Hsiung Lee, ehemaliger taiwanesischer Botschafter in Gambia (ORG honorary)[13]

2006
- Mambureh Njie, Generalsekretär und Leiter des öffentlichen Dienstes
- Lamin Kaba Bajo, Außenminister (Secretary of State for Foreign Affairs)
- Sheikh Tijan Hydara, Generalstaatsanwalt und Justizminister
- Juka Jabang, Generaldirektorin des Management Development Institute
- Raymond Sock, ehemaliger Generalstaatsanwalt und Justizminister
- Col Lang Tombong Tamba, Chief of Defence Staff
- Ousman Boto Sanneh, USA
- Patrick Robinson, Street Basketball Association USA (ORG honorary)
- Jerod Mustaf, Street Basketball Association USA (ORG Honorary)
- Mitglieder der U-17-Fußballnationalmannschaft

2008
- Sidi Mohammed Ould Sidat, ehemaliger mauretanischer Botschafter in Gambia (ORG Honorary)
- Justice Emmanuel Agim, Präsident des Berufungsgerichts
- Hussein Tajudeen von Tajco Limited
- Hassan Akar von Midland Trading
- Roger Bakurin, Branddirektor
- Fatou Waggeh, Direktorin von BAFROW
- Aji Fatou Badjan, eine Yai Compin in KMC
- Lieutenant General Abdoulie Faal, senegalesischer Chief of Defense Staff (ORG Honorary)[16]
- Mayor General Hoseko Amerigo Boubou Nasuto, stellvertretender Chief of Defense Staff von Guinea-Bissau (ORG Honorary)[16]

2009
- Tenengba Jaiteh, Direktorin des öffentlichen Dienstes
- Mitglieder der Kabekel Cultural Group
- Mitglieder der Kayong Kalong Cultural Group
- Alhaji Sulay Jobe, Geschäftsmann (Posthumous)
- Momodou Kotu Cham, Minister für Forstwesen und Umwelt (Secretary of State for Forestry and the Environment)
- Lamin Bojang, Minister für Bauwesen und Verkehrsinfrastruktur (Secretary of State for Works, Construction, & Infrastructure)
- Nancy Njie, Tourismus- und Kulturministerin (Secretary of State for Tourism and Culture)
- Marie Saine-Firdaus, Ministerin für Justiz und Generalstaatsanwalt (Attorney General and Secretary of State for Justice)
- Sheriff Gomez, Minister für Jugend und Sport (Secretary of State for Youth and Sports)
- Fatim M. Badjie, Ministerin für Kommunikation, Information und Technologie (Secretary of State for Communication, Information)
- Bamba M. Saho, Gouverneur der Central Bank of The Gambia
- Momodou Kaba Tambajang, Generalkommissar
- Mariatou Jallow, Ministerin für Gesundheit und Soziales (Secretary of State for Health and Social Welfare)
- Abdoulie Musa Loum, stellvertretender Direktor Gambia Technical Training Institute
- Fatou Sinyang-Mbergan, Banjul Breweries
- Alh. Ibrahim Araba Jammeh
- Alh. Gibril Kujabi, Imam in Talinding
- Aja Ndey Jatta
- Imam Lamin Sillah, Imam Lasso Wharf Mosque
- Alh. Abdoulie Kinteh
- Ibrahima G. Sarr
- Omar Jawo, Polizeikommissar
- Aja Ida Badjie, Chief laundress – State House
- Khalilah Allen Harris, erste Miss Black USA, die in Gambia gekrönt wurde
- Major Siakou Seckan, Soldat
- Fatou Jeck Cham, Geschäftsfrau
- Abodulie B. Sawo
- Lamin Nyassi
- Baboucarr Jarju

2010
- Antouman Saho, Minister für Fischerei und Wasserressourcen
- Ousman Sonko, Innenminister
- Yusupha Kah, Minister für Handel, Industrie und Beschäftigung
- Sirra Wally Ndow-Njie, Ministerin für Energie
- Abdou Kolley, Minister für Finanzen und Wirtschaft
- Jato Sillah, Minister für Forstwirtschaft und Umwelt
- Abdoulie Sallah, Generalsekretär
- Momodou Seedy Kah, stellvertretender Landwirtschaftsminister
- Muhammed Lamin Bah, Serrekunda
- Allassan Senghore, Gambia Red Cross Society
- Alhaji Janna Sannoh, Wuli Touba
- Alhaji Malang Colley, Originally Marakissa Village
- Mariam Ceesay, Gloucester Street, Banjul
- Alhaji Dibba, NAWEC
- Abdoulie Ndure, NAWEC
- Musa Njie, NAWEC
- SOFFORAYE Group Fonyi
- Alh. Momodou Kabir Kah, Medina Serigne Mass
- Saikou Samma, Koina
- Prof. Dr. Omar Jah (Snr)
- Ya Anna Ndure, Cotton Street, Banjul (Posthumous)
- Aunty Ndumbel Sylva, Buckle Street (Posthumous)
- Assan Njie, GRTS
- Soldiers Wives Association
- Officers Wives Association
- Interior Wives Association
- Tanka Tanka Foundation
- AFRICELL
- GAMPETROLEUM
- Trust Bank
- Marakissa Ward, Kafo
- Bojang Manga Badjan
- Ajain Ajambore Group
- Muutenn Group
- Lt. General Masaneh Kinteh, Chief of Defence Staff
- Major Gen. Ousman Badjie
- Major Gen. Yankuba Drammeh
- Brig. Gen. Lamin Bojan, Co-State Guard
- Hon Paul L. Mendy
- Hon Netty Baldeh
- Hon Sellu Bah
- FARMERS Platform
- Dr. Alieu Gaye
- National Nutrition Agency (NANA)
- National Women’s Council
- Consumers Action Group
- KOMFORA
- Lamin Saidy, in Großbritannien ansässig
- Linda, schwedische Philanthropin
- Amsterdam Banjul Challenge
- GAMA
- Fansung Jamano
- Gope Garr
- YEW TERRE FULBEH
- Border Kafo
- Bambara Village Kafo
- PINNORAY Kafo Foyni
- NYSS
- President’s International Award
- GAMBEGA
- GOVI
- Esther Audu, nigerianische Hochkommissarin in Gambia
- Barry Wells, US-amerikanischer Botschafter in Gambia
- Philip Sinkinson, britischer Hochkommissar in Gambia
- Delphine Carrol, ehemalige Rektorin der Gambia High School
- Hélène Cavé, Charge d’Affaires der EU in Gambia
- Danielle Robin, französische Charge d’Affaires in Gambia
- The Egalise Bellac Group
- Green Youths
- Muhammed Lamin Gibba, MD, GPA
- Dodou J. „Capi“ Joof, Sportfunktionär
- Aja Louise Jobe, Primet Street, Banjul
- Njaba Kunda Sekou Group
- The GAMTEL/GAMCEL Staff Association
- The Police Band
- The Army Band
- Gambia Scouts Association
- Sumbundu Hatty (Sarrahuleh Association)
- Alieu Ndow, Statistician General
- Momodou Sanyang, Generaldirektor, GRTS
- Justice E. A. Ota
- Aminata Sifai Hydara, KMC

2010
- Jermaine Jackson, Sänger (ORG honorary)
- Chaz Guest, Künstler (ORG honorary)
- Dr. Lee Monroe, Vizepräsident der Shaw University in North Carolina (ORG honorary)
- Rockmond Dunbar, Schauspieler (ORG honorary)

2011
- Nat. Taipei University of Tech (NTUT)
- John P. Bojang
- Hon. Khalifa Kambi
- Mohammed H’Midouche
- Sir Chief Dr. Gabriel Osaware Igbinedeon
- Edward Gomez
- Chinwe Dike
- Dominic Jammeh
- Mary Chapman
- Ralphina D’Almeida
- Bornu Johnson
- Delphine Carrol
- Hassoum Ceesay
- Hassan Jallow
- Taiwan Cultural Group
- Venezuela Cultural Group
- Hon. Consul general in Austria
- Guinea-Bissau Cultural Group
- Guinea Conakry Cultural Group
- Mauritania Cultural Group
- Burkina Faso Cultural Group
- Mustapha Saine
- Muhamed Lamin Gibba
- Felix Jarjue
- Hon. Sheriff Abba Sanyang
- Hon. Sellou Bah
- Benedict Jammeh
- Alh. Assan Njie
- Bakary Fatty
- Pa Joof
- Baboucarr Cham
- Fatou Bensouda
- Siaka Camara (Posthumous)
- Bai Matarr Drammeh

2012
- Alieu K. Jammeh